# يحزقيل لازاروف
يحزقيل لازاروف (بالعبرية: יחזקאל לזרוב‏) هو ممثل إسرائيلي، ولد في 8 فبراير 1974 في إسرائيل.

## أعمال

### أفلام
- (2008) فالس مع بشير[5]

## وصلات خارجية
- يحزقيل لازاروف على موقع IMDb (الإنجليزية)
- يحزقيل لازاروف على موقع ألو سيني (الفرنسية)
- يحزقيل لازاروف على موقع أول موفي (الإنجليزية)
- يحزقيل لازاروف على موقع قاعدة بيانات الأفلام السويدية (السويدية)
- يحزقيل لازاروف على موقع قاعدة بيانات الفيلم (الإنجليزية)
- يحزقيل لازاروف على موقع كينوبويسك (الروسية)